# Actinote ixilion
Actinote ixilion är en fjärilsart som beskrevs av Carl von Linné 1758. Actinote ixilion ingår i släktet Actinote och familjen praktfjärilar. Inga underarter finns listade i Catalogue of Life.